# Vellozia bulbosa
Vellozia bulbosa är en enhjärtbladig växtart som beskrevs av Lyman Bradford Smith. Vellozia bulbosa ingår i släktet Vellozia och familjen Velloziaceae. Inga underarter finns listade.